# Bariogénesis
En cosmología física, la bariogénesis es el término genérico utilizado para referirse a los hipotéticos procesos físicos que produjeron una asimetría entre bariones y antibariones durante los primeros instantes de la formación del universo, resultando en cantidades elevadas de materia ordinaria residual en el universo hoy en día.
Las teorías de bariogénesis — siendo la bariogénesis electrodébil y la bariogénesis de GUT las más importantes — emplean sub-disciplinas de la física, como la teoría cuántica de campos y la física estadística, para describir estos posibles mecanismos. La diferencia fundamental entre las teorías de bariogénesis está en la descripción que hacen de las interacciones entre partículas fundamentales.
El paso siguiente a la bariogénesis es la nucleosíntesis primordial la cual está mucho mejor entendida y explica la formación de núcleos atómicos ligeros.

## Fundamento
La ecuación de Dirac, formulada por Paul Dirac en torno al año 1928 como parte del desarrollo de la mecánica cuántica relativista, predice la existencia de antipartículas junto con la solución esperada correspondiente a partículas. Desde entonces se ha verificado experimentalmente que toda partícula tiene una antipartícula asociada. El teorema CPT garantiza que una partícula y su antipartícula tienen exactamente la misma masa y vida media pero carga exactamente opuesta. Dada esta simetría, es sorprendente que el universo no tenga cantidades iguales de materia y antimateria.
Efectivamente, no hay ninguna evidencia experimental de concentraciones significativas de antimateria.
Hay dos interpretaciones dominantes para esta disparidad: o cuando se creó el universo ya había una pequeña preferencia por la materia, con el número bariónico total del universo distinto de cero ({\displaystyle B(t=0)\neq 0}); o en origen el universo era perfectamente simétrico ({\displaystyle B(t=0)=0}) pero de alguna manera un conjunto de fenómenos contribuyeron a un pequeño desequilibrio. El segundo punto de vista es el preferido generalmente, aunque no hay una evidencia experimental clara que indique cual es el correcto. La preferencia mencionada está basada meramente en el siguiente argumento filosófico: si el universo contiene a todo (tiempo, espacio y materia), nada existe fuera de él y, por tanto, nada existió antes, llevándonos a un número bariónico {\displaystyle B=0}. Desde un punto de vista más científico, hay razones para esperar que cualquier asimetría inicial se terminaría anulando durante la historia temprana del universo. Entonces el problema es explicar cómo evoluciona el universo para producir {\displaystyle B\neq 0}.

## Las condiciones de Sájarov
En 1967, Andréi Sájarov propuso un conjunto de tres condiciones necesarias que debe cumplir una interacción que genere bariones para producir materia y antimateria a ritmos distintos. Estas condiciones se inspiraron los entonces recientes descubrimientos sobre la radiación de fondo cósmico y la violación de CP en el sistema de kaones neutros.
Las tres condiciones necesarias de Sájarov son:
- violación de número bariónico {\displaystyle B};
- violación de simetría C y simetría CP;
- interacciones fuera del equilibrio térmico.

En la actualidad, no hay evidencia experimental de interacciones entre partículas donde esté rota perturbativamente la conservación del número bariónico: esto parecería sugerir que todas las reacciones entre partículas observadas tienen el mismo número bariónico antes y después de la reacción. Matemáticamente, el conmutador del operador cuántico número bariónico con el hamiltoniano (perturbativo) del Modelo Estándar es nulo:
{\displaystyle [B,H]=BH-HB=0}. Sin embargo, se sabe que el Modelo Estándar viola la conservación del número bariónico no-perturbativamente: una anomalía U(1) global.
La violación del número bariónico también puede resultar de física más allá del Modelo Estándar (véase supersimetría y teorías de gran unificación).
La segunda condición — la violación de la simetría CP — se descubrió en 1964 (la violación directa de CP, esto es, la violación de CP en un proceso de desintegración, se descubrió más adelante, en 1999). Si se supone simetría CPT, la violación de CP exige violación de la simetría bajo inversión temporal (simetría bajo T).
La última condición nos dice que el ritmo de la reacción que genera la asimetría bariónica debe ser menor que el ritmo de expansión del universo. En esta situación, las partículas y sus correspondientes antipartículas no alcanzan el equilibrio térmico debido a que la rápida expansión disminuye la probabilidad de sucesos de aniquilación de pares partícula-antipartícula.

## El contenido de materia del universo

### El parámetro de asimetría bariónica
El reto que se le presenta a las teorías físicas es explicar como producir esta preferencia de materia sobre antimateria, y también la magnitud de esta asimetría. Un parámetro importante para cuantificar esto es el parámetro de asimetría,

{\displaystyle \eta ={\frac {n_{B}-n_{\bar {B}}}{n_{\gamma }}}}.

Esta cantidad relaciona la diferencia de densidad global de número de bariones y antibariones ({\displaystyle n_{B}} y {\displaystyle n_{\bar {B}}}, respectivamente) y la densidad de número de fotones de radiación de fondo cósmico, {\displaystyle n_{\gamma }}.
Según el modelo del Big Bang, la materia se desacopló de la radiación de fondo (RFC) a una temperatura de aproximadamente 3000 kelvin, que se corresponde con una energía cinética média de:

{\displaystyle 3000\ \mathrm {K} /(10,08\times 10^{4}\ \mathrm {K/eV} )=0,3\ \mathrm {eV} }.

Después de desacoplarse, el número total de fotones de RFC se mantiene constante. Entonces, dada la expansión espacio-temporal, la densidad de fotones decrece. La densidad de fotones a la temperatura de equilibrio {\displaystyle T}, por kelvin cúbico y por centímetro cúbico, está dada por:

{\displaystyle n_{\gamma }={\frac {1}{\pi ^{2}}}{\left({\frac {k_{B}T}{\hbar c}}\right)}^{3}\int _{0}^{\infty }{\frac {x^{2}}{\exp ^{x}-1}}dx\simeq 20,3T^{3}}

siendo:
- {\displaystyle k_{B}} la constante de Boltzmann,
- {\displaystyle \hbar } la constante de Planck dividida por {\displaystyle 2\pi } y
- {\displaystyle c} la velocidad de la luz en el vacío.

En la aproximación numérica en la parte izquierda de la ecuación, se ha usado la convención {\displaystyle c=\hbar =k_{B}=1} (unidades naturales), y para {\displaystyle T} en kelvin, el resultado viene dado en {\displaystyle {\text{K}}^{-3}\;{\text{cm}}^{-3}}. A la temperatura actual de fotones de RFC de {\displaystyle T=2,73{\text{K}}}, le correspondería a una densidad de fotones {\displaystyle n_{\gamma }} en torno a {\displaystyle 411} fotones de RFC por centímetro cúbico.
Por tanto, el parámetro de asimetría definido más arriba, no es el parámetro más conveniente. En lugar de este, se prefiere utilizar como parámetro de asimetría la densidad de entropía {\displaystyle s},

{\displaystyle \eta _{s}={\frac {n_{B}-n_{\bar {B}}}{s}}}

ya que la densidad de entropía del universo se ha mantenido constante en gran medida a lo largo de su evolución.
La densidad de entropía es:

{\displaystyle s\ {\stackrel {\mathrm {def} }{=}}\ {\frac {\mathrm {entropia} }{\mathrm {volumen} }}={\frac {p+\rho }{T}}={\frac {2\pi ^{2}}{45}}g_{*}(T)T^{3}}

siendo:
- {\displaystyle p} y {\displaystyle \rho } la presión y densidad del tensor densidad de energía {\displaystyle T_{\mu \nu }} y
- {\displaystyle g_{*}} el número efectivo de grados de libertad para una partícula sin masa (dentro de los límites en los cuales se puede considerar que se cumple que {\displaystyle mc^{2}\ll k_{B}T}) a la temperatura de {\displaystyle T},

{\displaystyle g_{*}(T)=\sum _{\mathrm {i=bosones} }g_{i}{\left({\frac {T_{i}}{T}}\right)}^{3}+{\frac {7}{8}}\sum _{\mathrm {j=fermiones} }g_{j}{\left({\frac {T_{j}}{T}}\right)}^{3}},
para bosones y fermiones con {\displaystyle g_{i}} y {\displaystyle g_{j}} grados de libertad a la temperatura {\displaystyle T_{i}} y {\displaystyle T_{j}} respectivamente. Hoy en día, {\displaystyle s=7,04n_{\gamma }}.

### Una estimaciónnaivede la asimetría bariónica en el universo
Los resultados de observaciones nos dan un valor de η aproximadamente igual a 10−10 — más precisamente, 2,6 < η × 1010 < 6,2. Esto significa que por cada 10 mil millones de parejas de partícula-antipartícula, hay una partícula de más que no tiene una antipartícula con quien aniquilarse y convertirse en radiación de fondo. Este número es muy pequeño, y explicar como obtenerlo es muy complicado: uno está intentando hacer predicciones a escalas muy grandes (estructura a gran escala del cosmos) basándose en leyes de lo muy pequeño (física de partículas).
Una idea razonable de como se obtiene este número experimentalmente es la siguiente. Los informes del telescopio espacial Hubble
sobre el universo observable nos indica que éste contiene aproximadamente 125 000 millones (1,25×1011) de galaxias. Suponiendo que son, en promedio, similares a nuestra propia galaxia, cada una contiene alrededor de 100 000 millones (1011) de estrellas. La masa del Sol, que es una estrella típica, es de aproximadamente 2×1030 kg. Haciendo la estimación de que nuestro sol está compuesto solo de átomos de hidrógeno, los cuales pesan aproximadamente 1,67×10−27 kg, el sol contiene 1,2×1057 átomos. El número total de átomos en el universo observable es entonces aproximadamente 1,5×1079. El radio del universo observable está alrededor de 16 mil millones de años luz, o 4,4×1026 m. Esto significa que el universo observable es una esfera de 3,6×1080 m³. La densidad de átomos sería entonces de 4.2×10−2 m−3. Por otra parte, la física estadística nos dice que un gas de fotones en equilibrio térmico a la temperatura del fondo cósmico, 2,73 K, tiene una densidad de número de fotones de 4.1×108 m−3. La estimación de η que resulta es de 1,0×10−10. Esta no es una mala aproximación; está solo un poco apartada del rango que se encuentra en la bibliografía. El valor experimental exacto involucra la medida de la concentración de elementos químicos del universo que no resultan de síntesis estelar.

## Consideraciones filosóficas
Es de notar que, si no fuera por la disparidad observada entre bariones y antibariones, es cuestionable que realmente existiera materia que permitiera vida capaz de observarla.
Este es un argumento común presentado en respuesta a preguntas del tipo "¿Por qué el universo es así?", conocido como el principio antrópico. En esencia, responde a la pregunta diciendo que en aquellos universos o secciones visibles del cosmos que no tenían condiciones favorables para la vida, no habría surgido vida que se percatara de ello. Si la asimetría entre bariones y antibariones fuera un requisito esencial para la existencia material de estrellas, planetas y vida, entonces (según el argumento) puede que hayan existido universos o secciones del cosmos en las que no pudo haber surgido vida, hasta que se generara por casualidad una sección con las asimetrías adecuadas donde pudieran existir observadores. Estos observadores se percatarían de las condiciones que permitieron su existencia por muy atípicas que fueran.
Algunos científicos utilizan argumentos similares al responder a la pregunta de por qué nuestro planeta es así o por qué existe vida en la Tierra.

### Artículos
1. ↑  P. A. M. Dirac (febrero  de 1928). «The Quantum Theory of the Electron». Proceedings of the Royal Society of London. A 117 (778): 610-624.
2. ↑  A. D. Sájarov (1967). «Violation of CP invariance, C asymmetry, and baryon asymmetry of the universe». Soviet Physics Journal of Experimental and Theoretical Physics (JETP) 5: 24-27.
3. ↑  A. D. Sakharov (1991). «Violation of CP invariance, C asymmetry, and baryon asymmetry of the universe». Republished from "Sakharov1967". Soviet Physics Uspekhi 34: 392-393.
4. ↑  A. A. Penzias and R. W. Wilson (1965). «A Measurement of Excess Antena Temperature at 4080 Mc/s». Astrophysical Journal 5: 419-421.
5. ↑  J. W. Cronin, V. L. Fitch et al (1964). «Evidence for the {\displaystyle 2\pi } Decay of the {\displaystyle K_{2}^{0}} Meson». Physical Review Letters 13: 138-140.

### Libros de texto
- E. W. Kolb and M. S. Turner (1994). The Early Universe. Perseus Publishing. ISBN 0-201-62674-8.